# 대한민국 형사소송법 제236조
대한민국 형사소송법 제236조는 대리고소에 대한 형사소송법의 조문이다.

## 조문
제236조(대리고소) 고소 또는 그 취소는 대리인으로 하여금하게 할 수 있다.

## 판례
- 형사소송법 제236조의 대리인에 의한 고소의 경우, 대리권이 정당한 고소권자에 의하여 수여되었음이 실질적으로 증명되면 충분하고, 그 방식에 특별한 제한은 없으므로, 고소를 할 때 반드시 위임장을 제출한다거나 '대리'라는 표시를 하여야 하는 것은 아니다[1]

## 참고 문헌
- 손동권 신이철, 새로운 형사소송법(초판, 2013), 세창, 2013. ISBN 9788984114081

## 같이 보기
- 고소
- 대리